# المهدي بن غربية

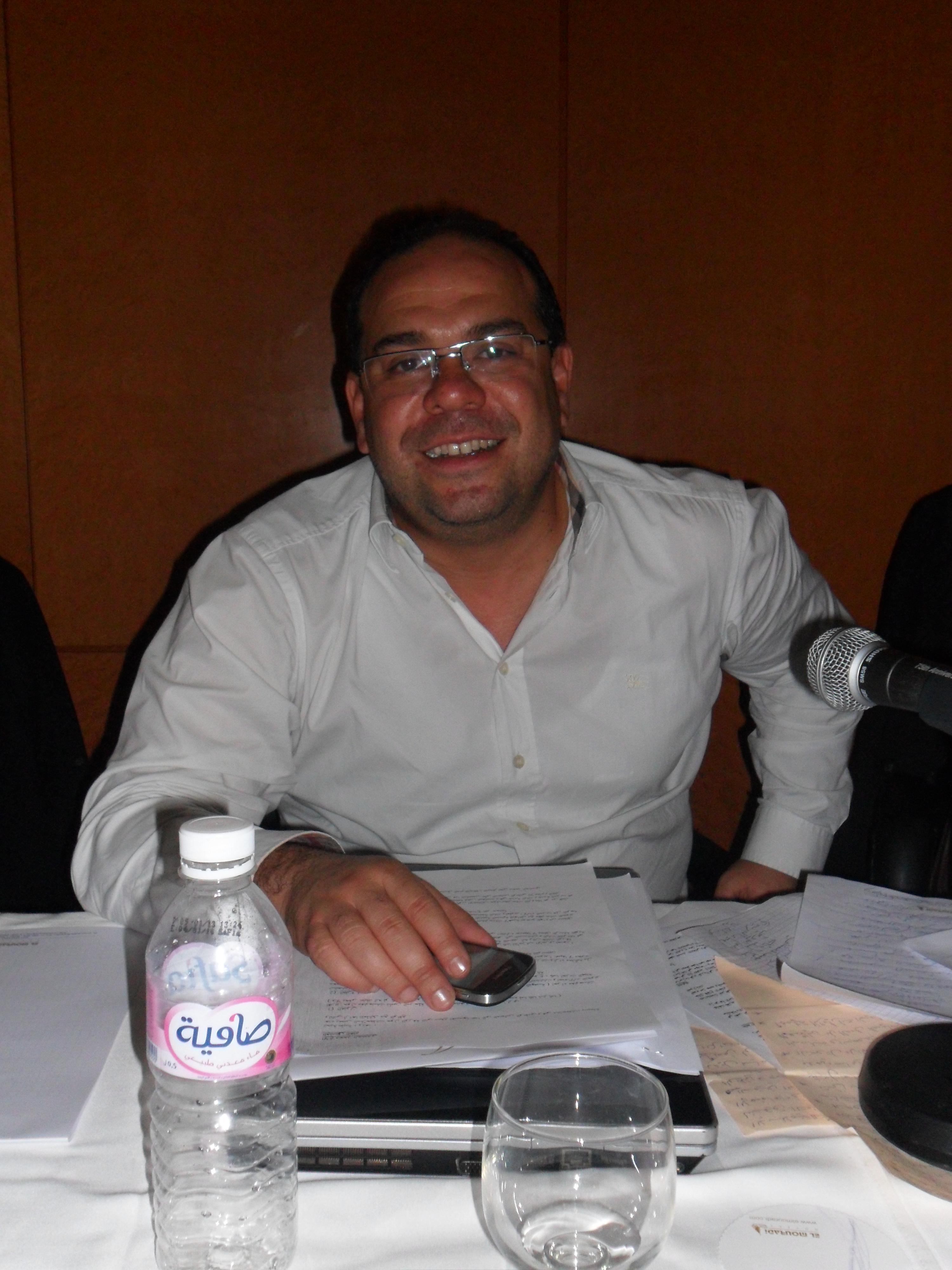
المهدي بن غربية

المهدي بن غربية (19 يونيو 1973 ببنزرت), هو رجل أعمال وسياسي تونسي عين وزير لدى رئيس الحكومة مكلف بالعلاقة مع الهيئات الدستورية والمجتمع المدني وحقوق الإنسان في حكومة يوسف الشاهد كان عضو المجلس الوطني التأسيسي عن حزب التحالف الديمقراطي عن ولاية بنزرت ورئيس النادي الرياضي البنزرتي.

## النشأة والدراسة
أصيل مدينة بنزرت زاول تعليمه الابتدائي في المدرسة الإعدادية للاخوات (les sœurs) ما بين 1977 و1979 ثم بالمدرسة الابتدائية جان دارك إلى حدود سنة 1981 وانتقل إثرها ليتمّ تعليمه الابتدائيّ بمدرسة محمد الخامس بمدينة الجزائر العاصمة ثم التحق بالمعهد الثانوي بتلملي ما بين 1986 و1987 ثم بمعهد 2 مارس ببنزرت تحصل على شهادة البكالوريا شعبة رياضيات بامتياز سنة 1992. التحق إثر ذلك بكلية الطب بتونس حيث باشر فيها دراسة الطبّ إلى حدود السنة الثالثة حيث أجبر على مغادرتها جراء إيقافه سنة 1994 لأسباب سياسية ومحاكمته من اجل ذلك.

## الحياة المهنية
في سنة 2001 قام باقتناء شركة «وورلد فرات سرفيس» المتخصصة في الشحن الجوي ليقوم بتطوير نشاطها والتّحسين من مردوديّتها على مستوى السّوق المحليّة والخارجيّة أيضا. في سنة 2004 قام ببعث وتطوير شركة «فلاش تونس» ومن ثمّ التّفويت فيها سنة 2009. في سنة 2005 قام ببعث شركة «ال بي جي كونسيلينغ» للاستشارات المتخصصة في مؤازرة ومراقبة الطرود الخاصة. في سنة 2006 قام ببعث شركة «بلاتينيون ايفينت» وهي وكالة اسفار من الصنف أ ثم «بلاتينيوم لكراء السيارات» سنة 2007. في سنة 2009 قام ببعث شركة «غرونوفريت» ثم عقارية بن غربية سنة 2010.

## الحياة السياسية
التحق المهدي بن غربية بحركة الاتّجاه الإسلامي سنة 1987 وتقلّد منصب منسق حركتها الطلّابيّة ببنزرت لمدّة 4 سنوات. وأوقف المهدي بن غربية كل نشاط سياسي له إثر تجميد نشاط النهضة واعتقاله سنة 1994 بتهمة الانتماء لحزب ساسي غير معترف به وتوزيع مناشير لاجتماعات غير مسموح بها وقد حوكم بعقوبة السجن لمدة سبع سنوات وتسعة أشهر وفي 6 نوفمبر 1999 تمتع بالسراح الشرطي وأنهي كل نشاط حزبي له.
إثر ثورة 2011 التحق بصفوف الحزب الديمقراطي التقدمي وتم انتخابه في 23 أكتوبر 2011 بالمجلس الوطني التأسيسي كنائب عن ولاية بنزرت وشغل فيه منصب عضو قارّ بلجنة الهيئات الدّستوريّة كما كان لانتمائه للكتلة الدّيمقراطيّة الدّور المهمّ في الصّراعات السياسيّة والتّجاذبات الّتي عرفتها بمناسبة إعداد مختلف مسودّات الدّستور وصولا لصيغته النهائيّة وتلك المصادق عليها في جلسة يوم 27 جانفي 2014.
ثم ّوعلى خلفية مؤتمر سوسة الذي انعقد في 29 أفريل 2012 قرّر التيار الإصلاحي المنبثق عن الحزب الديمقراطي التقدمي الانشقاق نهائيا عن الحزب الجمهوري واحداث حزب جديد سمي بالتحالف الديمقراطي كان المهدي بن غربيّة أحد قياداته والدّاعين لتأسيسه.
خاض المهدي بن غربيّة الانتخابات التّشريعيّة لسنة 2014 وفاز بمقعد عن ولاية بنزرت في مجلس نوّاب الشّعب أين كان لوجوده بهذه المناسبة الدّور المهمّ في إعداد واقتراح عديد مقترحات القوانين واهمّها مبادرته التّشريعيّة لسنة 2016 الدّاعية لتنقيح مجلّة الأحوال الشخصيّة في اتّجاه إرساء وتكريس المساواة بين الرّجل والمرأة في الميراث.
بعد استقالة الحكومة الأولى إبّان الانتخابات التشريعيّة لسنة 2014 عيّن المهدي بن غربيّة صلب حكومة الوحدة الوطنيّة برئاسة السيّد يوسف الشّاهد وزيرا للعلاقة مع الهيئات الدّستوريّة والمجتمع المدني وحقوق الإنسان.

## الحياة الشخصية
تزوج من شريفة الغربي وانتهى زواجهما بانتحارها في 21 ديسمبر 2020.
متهم بقتل رحمة لحمر و كذلك بتطور قضية مهدى بن غربية قتل زوجته و لم تنتحر
وجهت تهمة غسل الأموال واستفادته من خصائص وظيفه ونشاطه المهني أو الاجتماعي